# Low Toynton
Low Toynton è un villaggio e parrocchia civile dell'Inghilterra, appartenente alla contea del Lincolnshire.